# The Scarlet Car
The Scarlet Car er en amerikansk stumfilm fra 1917 af Joe De Grasse.

## Medvirkende
- Franklyn Farnum som Billy Winthrop
- Edith Johnson som Beatrice Forbes
- Lon Chaney som Paul Revere Forbes
- Sam De Grasse som Ernest Peabody
- Al W. Filson som Samuel Winthrop